# Helen Cammock

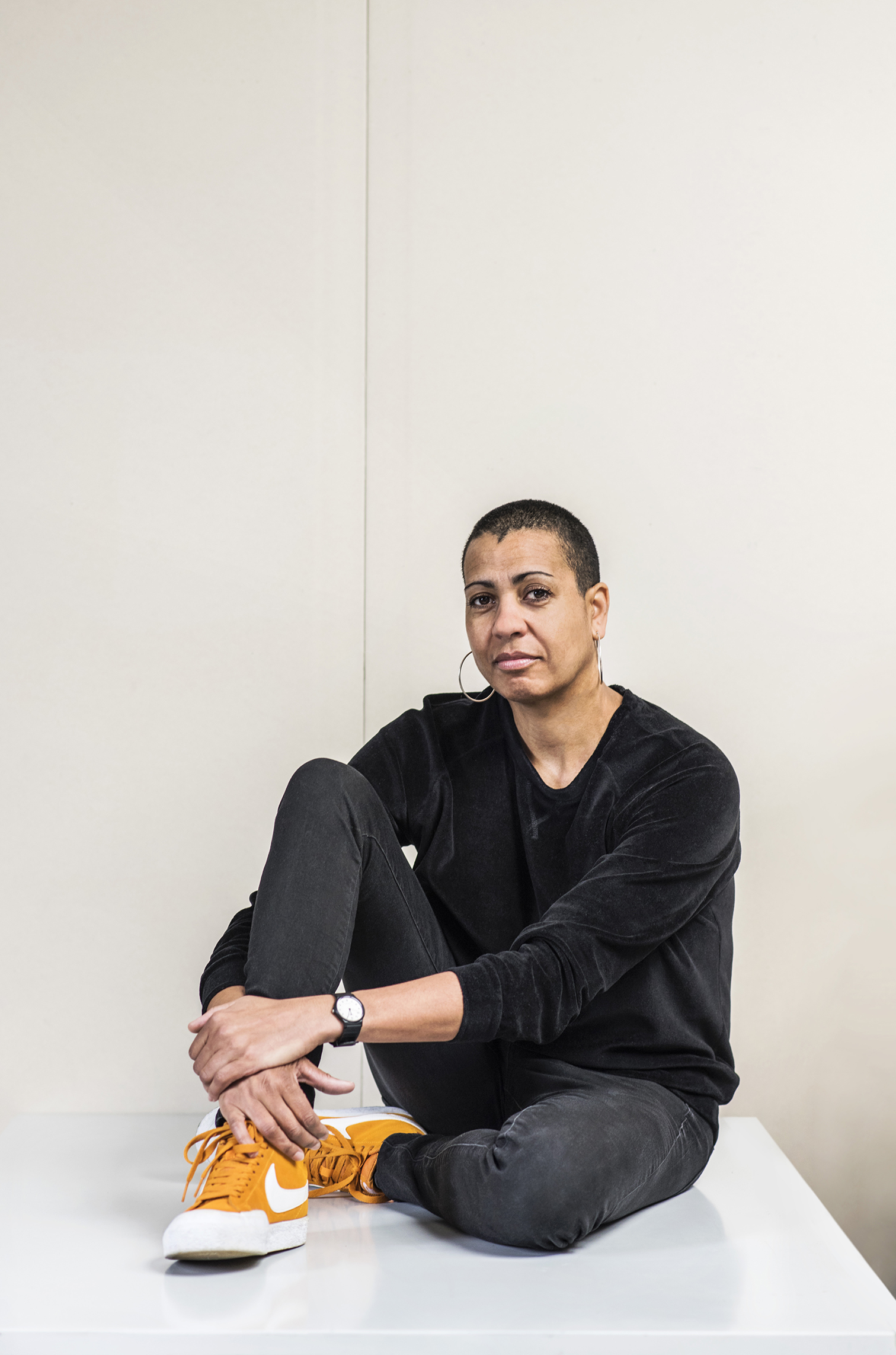
Helen Cammock (2018)

Helen Cammock (* 1970 in Staffordshire) ist eine britische Künstlerin. 2019 erhielt sie zusammen mit Lawrence Abu Hamdan, Oscar Murillo und Tai Shani den Turner Prize. Zum ersten Mal in seiner Geschichte ging diese Auszeichnung an alle Nominierten – auf deren ausdrücklichen Wunsch hin. Cammock arbeitet mit unterschiedlichen Medien wie Film, Fotografie, Dichtung, Spoken Word, Gesang, Druck und Installation.

## Leben und Werk
Cammock ist die Tochter eines jamaikanischen Kunstlehrers und einer Britin. Als sie zwölf Jahre alt war, zog die Familie von London nach Somerset. Aus Verzweiflung über den Umzug begann Cammock Gitarre zu spielen und zu singen. Während eines Auftritts in einem Folk Club, zu dem ihre Mutter sie gefahren hatte, wurde sie von einem Promoter entdeckt. Daraufhin trat sie bis zum Beginn ihrer Ausbildung regelmäßig in britischen Clubs auf.
Cammock machte eine Ausbildung als Sozialarbeiterin und arbeitete zehn Jahre in diesem Beruf. Sie wurde jedoch immer desillusionierter und frustrierter, weil sie sich aufgrund von Ausgabenkürzungen nicht mehr angemessen um ihre Schützlinge kümmern konnte. Daraufhin begann sie an der Universität von Brighton Fotografie zu studieren.
Nach dem Abschluss in Brighton wurde sie eingeladen, für das Brighton Photo Fringe Festival zu arbeiten. Dort war sie vier Jahre lang als Ko-Direktorin tätig. Auf dem Festival sah ein Tutor des Royal College of Art einen ihrer Filme und lud sie ein, bei ihm zu studieren. Sie machte dort 2011 den Abschluss und arbeitete parallel weiter für Brighton Photo Fringe.
In dieser Zeit begann sie regelmäßig zu schreiben – ursprünglich, um ihre Arbeitslast zu reduzieren. Seither ist Cammock auch journalistisch tätig. 2015 war sie in der engeren Auswahl für den Bridport Poetry Prize.
Cammock beschäftigt sich in ihrer Arbeit mit Geschichte und dem Erzählen von Geschichten. Zentral dabei ist oft das Element der Stimme: Die ungehörte, marginalisierte Stimme, ihre eigene Stimme, oder die Frage, wer für wen spricht und unter welchen Umständen. Sie nutzt für ihre Arbeiten eigene oder fremde Texte, z. B. von Nina Simone, Philip Larkin, James Baldwin, Maya Angelou oder Walter Benjamin. Ihre Kunst speist sich oft aus den Erfahrungen, die sie in ihrer Arbeit mit Menschen gemacht hat.
2019 gewann Cammock zusammen mit Lawrence Abu Hamdan, Oscar Murillo und Tai Shani den Turner Prize. Die Entscheidung der Jury erstmals alle Künstler, die in der engeren Auswahl gestanden hatten, gemeinsam auszuzeichnen, kam überraschend. Die vier Preisträger hatten den Plan dazu bei ihrem ersten gemeinsamen Treffen in der Turner Contemporary gefasst und hatten die Jury anschließend gebeten, den Preis „im Namen von Gemeinschaftlichkeit, Vielfalt und Solidarität“ auf alle vier aufzuteilen. Die Jury kam der Aufforderung nach. Bei der Verleihung des Preises verlas Cammock eine Erklärung, in der die Künstler sich gegen eine „Erstarkung der Rechten und eine Erneuerung des Faschismus in einem konservativen, feindseligen Umfeld“ positionieren. 

## Ausstellungen
- 2019: Che si può fare Whitechapel Gallery, London
- 2019: The Long Note Irish Museum of Modern Art, Dublin, Ireland
- 2018: The Long Note Void, Derry, Northern Ireland
- 2017: Shouting in Whispers Cubitt Gallery, London[9]

## Auszeichnungen
- 2018: Max Mara Art Prize for Women[10]
- 2019: Turner Prize zusammen mit Lawrence Abu Hamdan, Oscar Murillo und Tai Shani